# Gadzowice

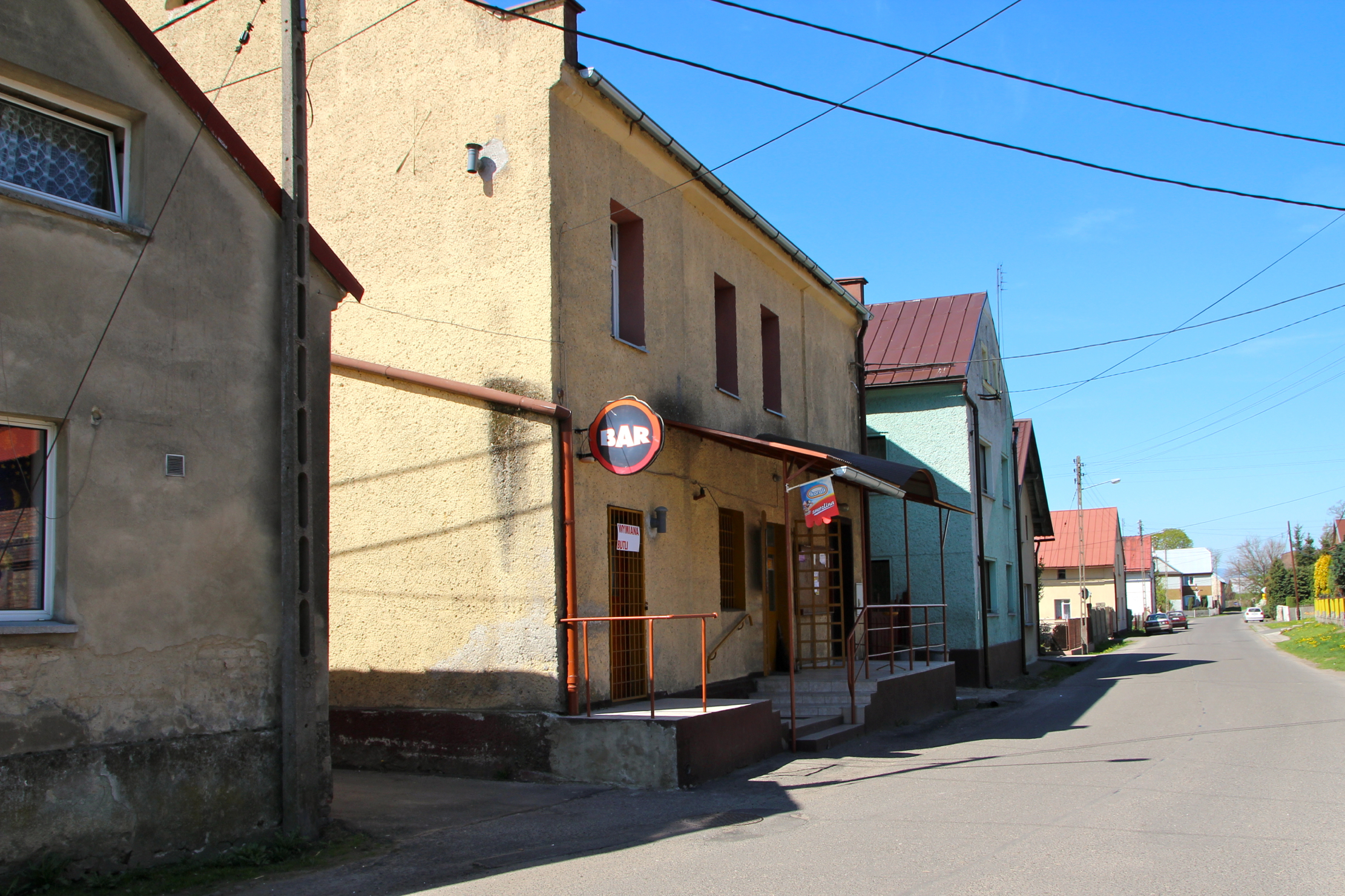
Gadzowice

Gadzowice (česky Smíchovy, též Hažovice, německy Schmeisdorf) je ves v jižním Polsku, v Opolském vojvodství, v okrese Hlubčice, v gmině Hlubčice. Vesnice se nachází západně od Hlubčic. Ze vsi vede silnice k hraničnímu přechodu do Česka Gadzowice – Rusín.

## Poloha
Ves leží ve střední části Opavské pahorkatiny blízko hranic s Českem. Nad vsí pramení potok Psina, přítok řeky Odry, který Gadzowicemi také protéká.

## Historie
První zmínka o vsi Smíchovy (Smidesdorf) pochází z roku 1237, kdy král Václav I. potvrzuje Řádu německých rytířů držení majetku na tehdejším moravsko-polském pomezí. Patřily k němu ještě další dvě nedaleké vesnice Holasovičky (pol. Gołuszowice) a Křížovy (pol. Krzyżowice). Smíchovy patřily do holasovičské farnosti (ke kostelu sv. Martina), která byla součástí olomoucké diecéze.
Od roku 1318 patřily Smíchovy do Opavského knížectví, s kterým se v pol. 17. století staly součástí Slezska, Země koruny české. Roku 1488 zmiňovány jako Smiechuow. V roce 1742 však Marie Terezie prohrála s Pruskem válku o Slezsko a převážná část Slezska připadla k Prusku. Nedaleko Smíchov vedla nově vytyčená prusko-rakouská hranice; Smíchovy zůstaly na pruské straně. Součástí Pruska a od roku 1871 Německa byly až do roku 1945. Ke konci 2. světové války byly v březnu 1945 osvobozeny Rudou armádou. Německé obyvatelstvo, které svou ves nazývalo Schmeisdorf, bylo odsunuto, na jejich místo přišlo nové polské obyvatelstvo a vesnice dostala název Gadzowice.
Statek ve Smíchovech držel Řád německých rytířů takřka do konce 14. století. Znovu jej získal v roce 1484, avšak v roce 1561 jej zase prodal. V jeho držení se pak vystřídalo několik šlechtických majitelů. Řád však opět statek získal v roce 1676 a spojil jej se statkem Žopovy (pol. Zopowy), který rovněž koupil. V roce 1810 byl statek zabrán pruským státem a v roce 1863 došlo definitivně k jeho sekularizaci. Od té doby byl již jen dáván zájemcům do nájmu. Do dnešních dnů dožil statek ve Smíchovech v zuboženém stavu.